# Couvent des Carmes de Gand
 (janvier 2009).
Si vous disposez d'ouvrages ou d'articles de référence ou si vous connaissez des sites web de qualité traitant du thème abordé ici, merci de compléter l'article en donnant les références utiles à sa vérifiabilité et en les liant à la section « Notes et références ».

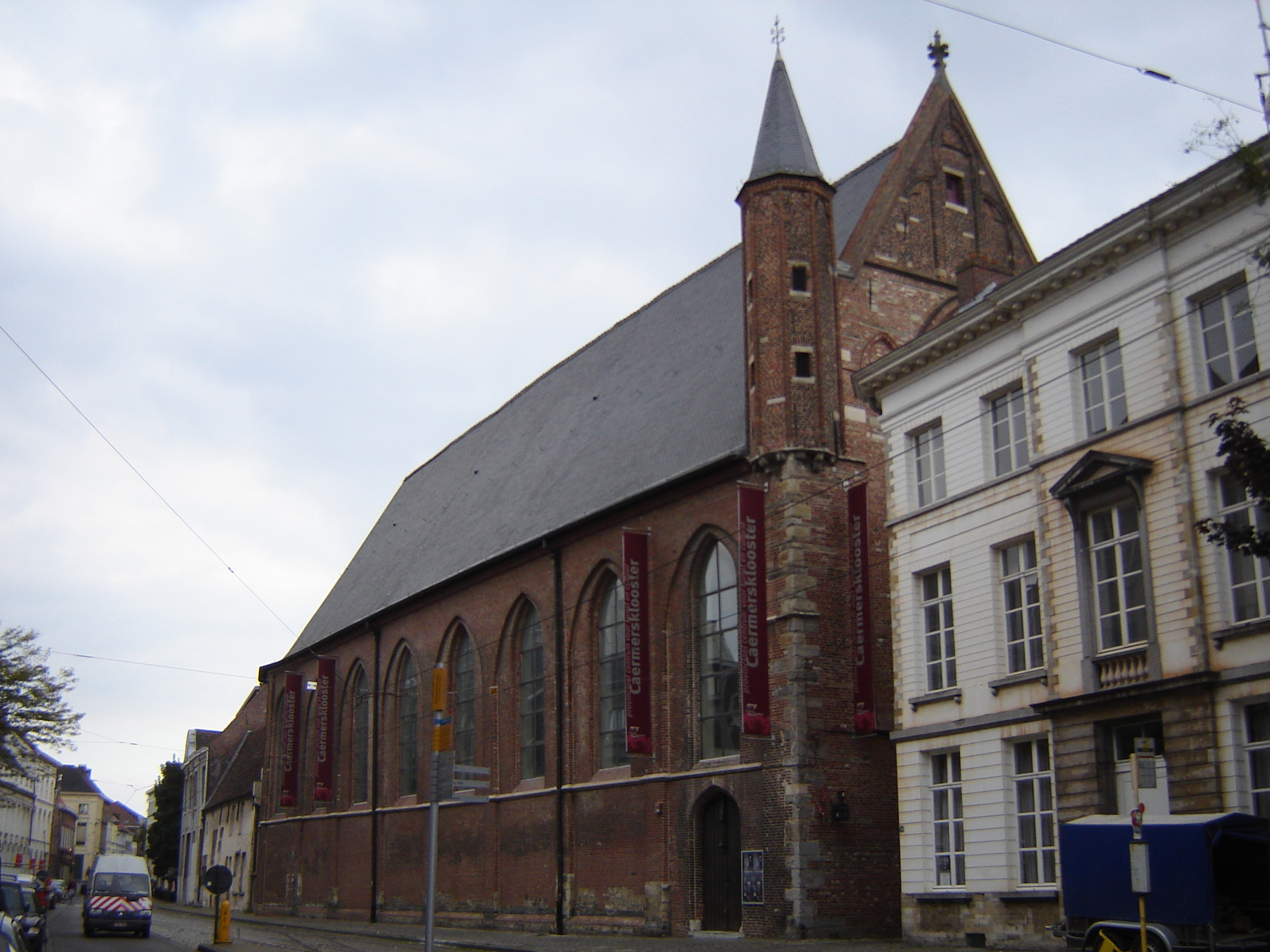
Église et façade principale du couvent

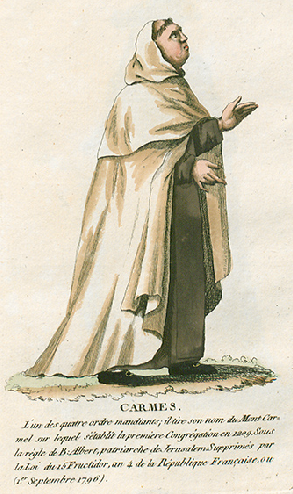
Carmes.

L'ancien couvent des Carmes était une maison religieuse de l'ordre des Carmes fondée à Gand (Belgique) en 1282. Il est connu à Gand sous le nom de Caermersklooster et appartenait à la branche ancienne de l'ordre du Carmel. Le couvent est aujourd'hui sécularisé et ses bâtiments sont utilisés à d'autres fonctions que religieuses. En 2018, la ville de Gand est devenue propriétaire d'une partie du bâtiment ; depuis 2019, le monastère abrite l'institution d'art contemporain Kunsthal Gent (nl).  

## Description
- L’église : érigée en 1328, et augmentée d’un chœur en 1474. Elle fut pillée en 1566 par les iconoclastes (perdant à cette occasion un retable de Van der Goes) et confisquée deux siècles plus tard par les autorités révolutionnaires françaises. Restaurée une première fois en 1881 en style néogothique selon le goût de l’époque, puis rigoureusement dans les années 1990, l'église sert actuellement de salle d’exposition. La jouxte l'ancien couvent à proprement parler composé d’un réfectoire, d’une salle du chapitre, d’un dortoir, et d’une remarquable tourelle à escalier octogonale, en attente de restauration.
- L’infirmerie, bâtie en 1661, nommée familièrement Patershol par les Gantois, — nom qui s’applique désormais, par extension, au quartier avoisinant —, est orné, sous la corniche, de consoles singulières représentant des têtes de diable, des satires, etc. L’édifice, qui renferme des éléments gothiques et renaissance (voûtes, cheminées etc.), a été restauré dans les années 1980 et héberge aujourd’hui notamment un théâtre de marionnettes.
- Le parloir  (néerl. Spreekhuis), de 1735, en cours de restauration.
- La cour intérieure (Pandhof), construit de 1717 à 1721 pour remplacer une cour antérieure de la deuxième moitié du XVe siècle, comprenait au rez-de-chaussée, autour d’un patio rectangulaire, une galerie ouverte à hautes baies, laquelle cependant fut au XIXe siècle aménagée, par condamnation de la galerie et création d’un entresol, en appartements d’ouvriers. La restauration, intervenue dans la décennie 1980, a consisté à rétablir la galerie sur un des côtés et à réaliser des logements sociaux.